# IBM 386SLC
IBM 386SLC是一顆處理器，是由Intel公司將386SX處理器的技術授權給IBM公司，IBM公司取得技術後以此技術為基礎所再行發展，並於1991年正式推出、量產的處理器。
IBM 386SLC內部具有電源管理的功效機能、8KB容量的內部快取記憶體，所以IBM 386SLC在相同時脈下能夠比Intel的80386DX處理器還快速，所以價格上也比較昂貴。此外IBM內部在此處理器研發的最初時還將其稱為「超級小晶片，Super Little Chip」。
IBM 386SLC用於IBM PS/2的35、40、56等系列的個人電腦上，不過這並沒有為這些系列的個人電腦帶來更高的市場佔有率。除此之外IBM 386SLC處理器也以一種「選用性升級」方式來推銷，即是過去IBM PS/2 25系列的個人電腦，可以在機內加裝此顆處理器，並取代原有機內的8086處理器，讓原有的電腦獲得運算效能的提升。

## 設計及技術
IBM 386SLC是用CMOS的製程技術所製造成，裸晶的面積為161平方公釐，工作時脈的頻率有16MHz、20MHz、及25MHz，其中25MHz頻率的運作下用電僅2.5瓦，極低的功耗用電使IBM SLC386特別適合用在筆記型電腦（Laptop）或其他的可攜式裝置上。

## IBM 486SLC
IBM 486SLC是IBM 386SLC處理器的強化版本，它具有以下的主要特點：
- 32位元的執行處理核心，並相容於Intel 80486SX處理器。
- 外部連結的協同處理器為Intel 80387
- 外部匯流排相同於Intel 80386SX處理器：16條資料線與24條位址線
- 內部具有16KB容量的快取記憶體
- 具有與Intel 80386SL處理器（專供筆記型電腦用）相同的電源管理機制
- 採用與Intel 80386SX相同的PLCC晶片封裝。

## IBM 486SLC2
IBM 486SLC2是倍頻版本的IBM 486SLC，即是內頻為外頻的兩倍速率，例如IBM 486SLC-50即有50MHz的內頻與25MHz的外頻，IBM 486SLC2-50用於IBM公司PS/2系列的PS/2E（IBM Model 9533）型個人電腦中。

## 關連
- Intel 386
- IBM PS/2系列的個人電腦
- ThinkPad - IBM於1992年發創的筆記型電腦系列